# Gozu
Pour plus de détails, voir Fiche technique et Distribution.
Gozu (極道恐怖大劇場 牛頭 GOZU, Gokudō kyōfu dai-gekijō: Gozu) est un film japonais réalisé par Takashi Miike, sorti en 2003.

## Synopsis
Minami, un jeune yakuza est chargé par son patron d'emmener Ozaki qu'il considère comme son frère à la décharge des yakuzas à Nagoya car ce dernier est devenu plus ou moins fou. Mais, Ozaki meurt lors d'un coup de frein trop brutal. Arrivé à Nagoya, alors que Minami essaie de contacter son patron, le corps d'Ozaki disparaît. Il part à sa recherche et rencontre des personnes très étranges. Il réussit enfin à retrouver la trace d'Ozaki, mais celui-ci a désormais les traits d'une jeune femme. Troublé, il ramène celle-ci à son patron, lequel veut avoir une relation sexuelle avec la fille (en ayant une louche enfoncée dans l'anus). Minami entre dans l'appartement de son patron et, en le frappant, celui-ci tombe et la louche s'enfonce trop profondément dans l'anus. Puis Minami électrocute la louche, et son patron meurt. Rentré chez lui, Minami a sa première expérience sexuelle avec la fille. Interrompant ce rapport, une main sort du vagin pour attraper le pénis de Minami. Finalement, Ozaki, en tant qu'homme, sort du corps d'Ozaki - femme.

## Fiche technique
- Titre : Gozu
- Titre original : 極道恐怖大劇場 牛頭 GOZU (Gokudō kyōfu dai-gekijō: Gozu)
- Réalisation : Takashi Miike
- Scénario : Sakichi Satô
- Production : Kana Koido et Harumi Sone
- Musique : Kōji Endō
- Photographie : Kazunari Tanaka
- Montage : Yasushi Shimamura
- Décors : Akira Ishige
- Pays d'origine : Japon
- Langue : Japonais
- Format : Couleurs - 1,85:1 - DTS - 35 mm
- Genre : Yakuza eiga, drame, horreur et thriller
- Durée : 130 minutes
- Dates de sortie : 
  - 17 mai 2003 (festival de Cannes)
  - 11 juillet 2003 (sortie vidéo Japon)
  - 14 juillet 2004 (France)
- Film interdit aux moins de 16 ans lors de sa sortie en France

## Distribution
- Hideki Sone : Minami
- Shō Aikawa : Ozaki
- Kimika Yoshino : Ozaki (en tant que femme)
- Shōhei Hino : Nose
- Keiko Tomita : la tenancière de l'auberge
- Harumi Sone : le frère de l'aubergiste
- Renji Ishibashi : le patron
- Tokitoshi Shiota : Gozu

## Analyse
Le film est centré sur la notion de désir sexuel en s'interrogeant sur la construction d'une identité sexuelle chez les yakuzas. Ce film extrêmement étrange et difficile à interpréter montre bien la pensée originale de son réalisateur, tout comme Visitor Q. Nombre de thèmes sont communs à ces deux films, des plus petits clins d'œil (le lait maternel) aux interrogations fondamentales de Miike (la réconciliation).

## Autour du film
- Il a été présenté à la Quinzaine des réalisateurs à Cannes en 2003 et aux Utopiales de Nantes la même année.